# جامعة شالمر للتكنولوجيا
جامعة شلمر للتكنولوجيا (بالسويدية:Chalmers tekniska högskola) هي جامعة سويدية تقع في مدينة جوتنبرج. وتهتم بتدريس وإعداد الأبحاث الهندسية، والعلوم الطبيعية، والعمارة (توضيح).

## التاريخ
تأسست الجامعة عام 1829 م بتمويل من التاجر ويليام شلمرز. والذي عمل كمدير للشركة السويدية-الشرق هندية. حيث تنقلت سفنه حول أرجاء أوروبا ناقلة البضائع من الشرق. لقد تبرع بجزء من إرثه لبناء مدرسة تعني بالصناعة. وقد أستطاع شلمرز بإدارة مشروعه هذا كمعهد خاص حتى عام 1937. تحولت بعد ذلك لجامعة خاصة الملكية. وفي عام 1994، رجعت مرة أخرى لمعهد خاص تُديره مؤسسة.
تُعد هذه الجامعة هي واحدة من ضمن ثلاثة جامعات سويدية فقط التي تحمل أسماء أشخاص. الإثنين الأخريين هما؛ معهد كارولينسكا، وجامعة ليناوس.

## الأقسام
في 1 يناير 2005، تم إحلال هذه المدارس القديمة بأقسام جديده. ومنها؛
1. تكنولوجيا المعلومات التطبيقية
2. الميكانيكا التطبيقية
3. الفيزياء التطبيقية
4. العمارة
5. الهندسة الحيوية والكيمياء
6. الهندسة المدنية والبيئية
7. هندسة الحاسب الآلي
8. الطاقة والبيئة
9. علوم الفيزياء والطبيعة
10. تكنولوجيا المواد والتصنيع
11. العلوم الرياضية
12. علوم المايكرو والنانوتكنولوجي
13. تكنولوجيا الإنتاج والمنتج
14. علوم الراديو والفضاء
15. تكنولوجيا السفن والموانئ
16. الأنظمة والإشارات
17. تكنولوجيا الإدارة والإقتصاد

بالإضافة إلى هؤلاء، جامعة شلمرز هي الأم لستة مراكز قومية لمجالات هامة مثل النمذجة الرياضية، العلوم البيئية وعوامل أمان العربات.

## ترتيب الجامعة
في أواخر عام 2011، احتلت جامعة شلمرز الترتيب 201 من ضمن أفضل 300 جامعة على مستوى العالم. وذلك حسب التصنيف الأكاديمي لجامعات العالم.